# Королевские змеи
Королевские змеи (лат. Lampropeltis) — род неядовитых змей семейства ужеобразных. Насчитывает 26 видов. Обитают в Северной и Центральной Америке.

## Описание
Общая длина представителей этого рода составляет от 50 см до 2 м. Имеют яркую контрастную окраску. Обычно рисунок состоит из многочисленных разноцветных колец, часто встречается сочетание красного, чёрного и белого цветов. Чешуя гладкая.

## Образ жизни
Предпочитают хвойные леса, кустарниковое редколесье, луга, полупустыни, морские побережья, горы. Ведут наземный образ жизни. Питаются змеями, включая ядовитых. Попутно не пренебрегают и ящерицами и мелкими грызунами. Имеют склонность к каннибализму.
Учитывая, что в природе они питаются в основном змеями, содержать их в неволе следует строго поодиночке. Даже самцов с самками в период спаривания следует держать вместе с большой осторожностью. К человеку эти змеи обычно не агрессивны.
Это яйцекладущие змеи.

## Виды
На декабрь 2021 года в род включают 26 видов:
- Lampropeltis abnorma (Bocourt, 1886)
- Lampropeltis alterna (Brown, 1901) — Горная королевская змея
- Lampropeltis annulata Kennicott, 1860
- Lampropeltis californiae (Blainville, 1835)
- Lampropeltis calligaster (Harlan, 1827) — Красивая королевская змея
- Lampropeltis catalinensis van Denburgh & Slevin, 1921
- Lampropeltis elapsoides (Holbrook, 1838)
- Lampropeltis extenuata (Brown, 1890)
- Lampropeltis gentilis (Baird & Girard, 1853)
- Lampropeltis getula (Linnaeus, 1766) — Обыкновенная королевская змея
- Lampropeltis greeri (Webb, 1961)
- Lampropeltis holbrooki Stejneger, 1902
- Lampropeltis knoblochi Taylor, 1940
- Lampropeltis leonis (Günther, 1893)
- Lampropeltis mexicana (Garman, 1884) — Мексиканская королевская змея
- Lampropeltis micropholis Cope, 1860
- Lampropeltis nigra (Yarrow, 1882)
- Lampropeltis occipitolineata (Price, 1987)
- Lampropeltis polyzona Cope, 1860
- Lampropeltis pyromelana (Cope, 1866) — Аризонская королевская змея
- Lampropeltis rhombomaculata (Holbrook, 1840)
- Lampropeltis ruthveni Blanchard, 1920
- Lampropeltis splendida (Baird & Girard, 1853)
- Lampropeltis triangulum (Lacepède, 1789) — Поперечнополосатая королевская змея
- Lampropeltis webbi Bryson, Dixon & Lazcano, 2005
- Lampropeltis zonata (Lockington, 1876 ex Blainville, 1835) — Калифорнийская королевская змея